# George Segal (artista)
George Segal (26 de noviembre de 1924 - 9 de junio de 2000) fue un pintor y escultor estadounidense vinculado al movimiento conocido como Arte Pop. Le fue concedida la Medalla Nacional de las Artes de Estados Unidos en 1999.

## Biografía
Segal nació en Nueva York. Sus padres, inmigrantes judíos de Europa Oriental, regentaban una carnicería en el Bronx y posteriormente se trasladaron a una granja avícola en Nueva Jersey , donde Segal creció. Asistió a la Escuela secundaria Stuyvesant, así como al Instituto Pratt, la Cooper Union y la Universidad de Nueva York, donde se graduó en 1949 con un Grado en Magisterio. En 1946 contrajo matrimonio con Helen Steinberg, con quien tuvo dos hijos, y adquirieron otra granja de pollos en South Brunswick, Nueva Jersey, donde vivió el resto de su vida.
Durante los pocos años que se encargó de la granja de pollos, Segal, celebrada en ella un pícnic anual, al que invitaba a sus amigos del mundillo artístico de Nueva York. Su proximidad con el centro de Nueva Jersey facilitó su amistad con los profesores del departamento de arte de la Universidad Rutgers. Segal presentó a varios profesores de Rutgers a John Cage y participó en las legendarias clases de composición experimental de Cage. Allan Kaprow acuñó el término happening para describir el arte de las interpretaciones o ejecuciones que tuvieron lugar en la granja de Segal en la primavera de 1957. Su viuda, Helen Segal, mantuvo vivos su memoria y su obra, hasta su muerte, en 2014, a través de la Fundación George y Helen Segal. La Fundación continúa esta misión.

## Obras

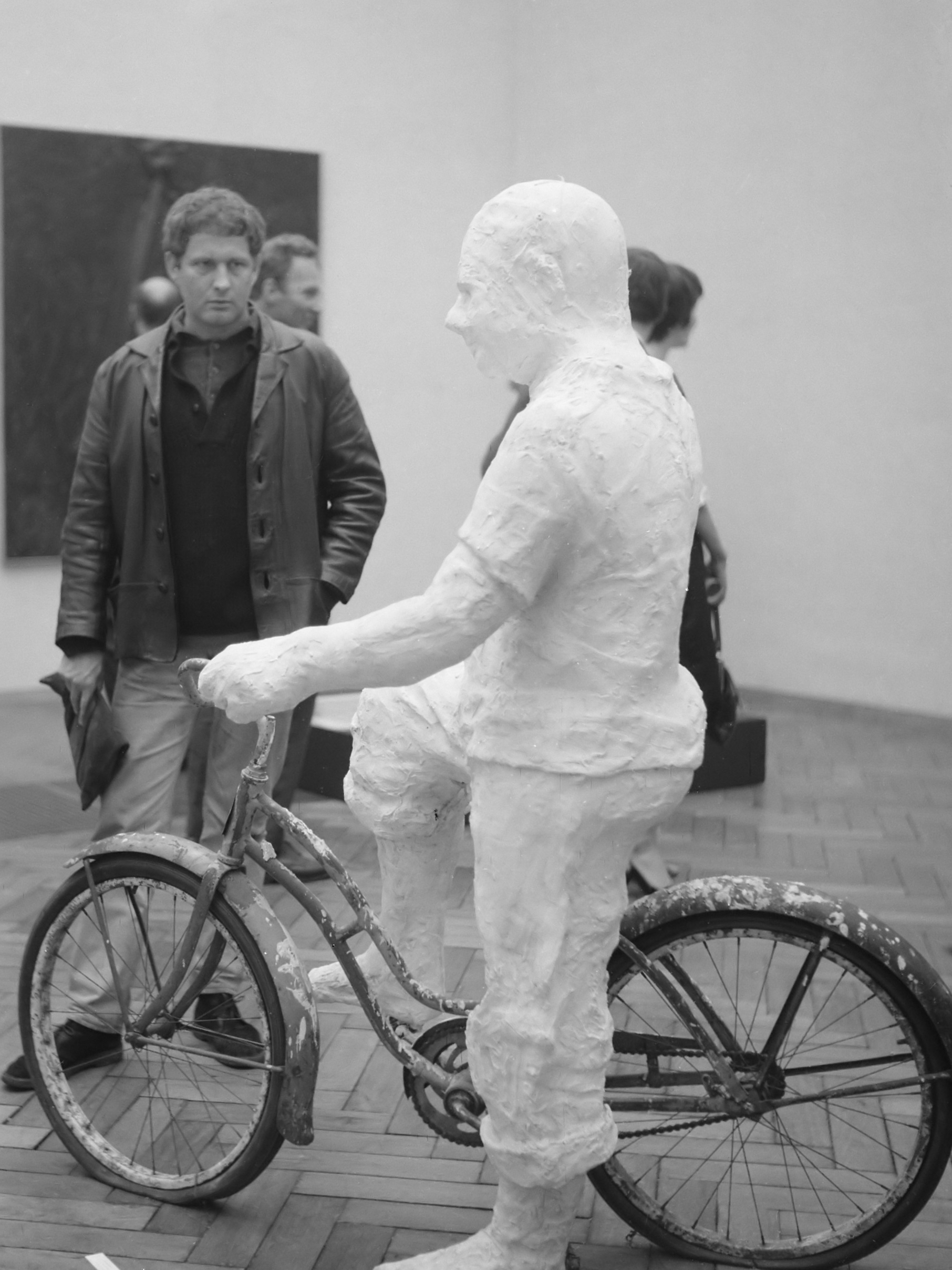
Obra de Segal en Ámsterdam (1964)

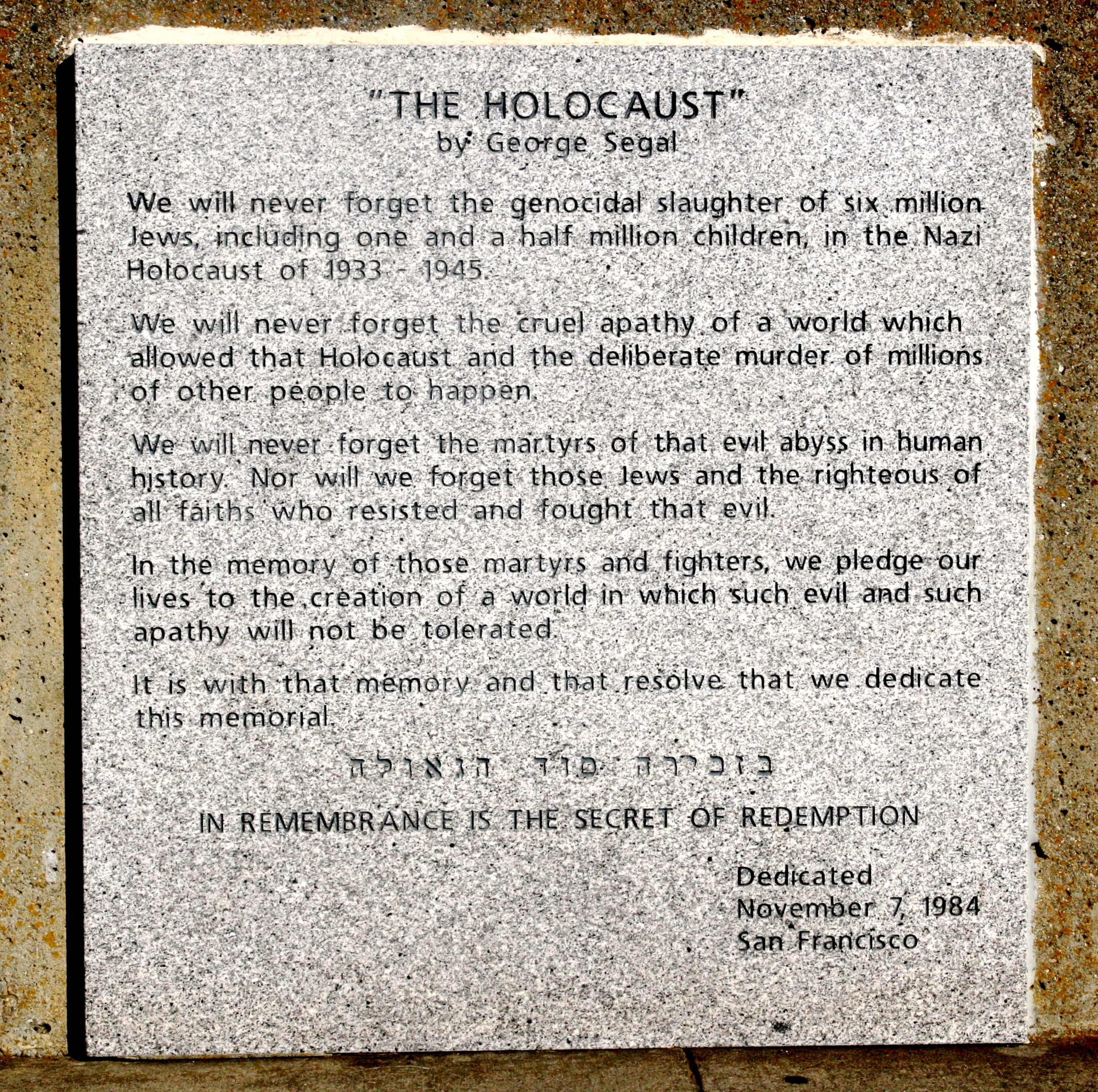
Texto de acompañamiento para Memorial del Holocausto en el Palacio de la Legión de Honor de California, San Francisco, 1984.

Aunque Segal comenzó su carrera artística como pintor, sus obras más conocidas son sus figuras de escayola a tamaño real y los marcos en los que estas habitan. En lugar de usar las técnicas habituales de escayola, Segal fue pionero en el uso de vendajes de escayola (tiras de gasas impregnadas con yeso, generalmente utilizadas para escayolas ortopédicas) como medio escultórico. El proceso comenzaba, en primer lugar, envolviendo a un modelo con vendas por partes. A continuación, retiraba por trozas la escayola ya endurecida y volvía a poner de nuevo los trozos juntos, uniéndolas con más yeso, hasta formar un caparazón vacío. Estas formas no eran luego utilizadas como moldes, sino que la propia concha se convertía en la escultura final, incluyendo la textura áspera de las vendas. Inicialmente, Segal mantenía las esculturas completamente blancas, pero unos años más tarde empezó a pintar sobre ellas, por lo general con colores brillantes monocromos. En una etapa posterior, acabó por fundir las formas finales en bronce, añadiendo a veces un patinado en blanco para parecerse a la original de yeso.
Las figuras de Segal apenas tienen un mínimo de color y de detalles, lo que les confiere un aspecto fantasmal y melancólico. En obras de mayor envergadura, coloca una o más de las figuras en entornos típicamente urbanos y anónimos, tales como la esquina de una calle, el autobús o una cafetería. Por contraposición con las figuras, los ambientes se construían con objetos encontrados.

## Obras más destacadas
- El Camión (The Truck) (1966)
- La Cartelera (The Billboard) (1966) - incluido en la colección de arte del Empire State Plaza, Albany, NY[6]
- La Lavandería (The Laundromat) (1966-67)
- La Fiesta de Disfraces (The Costume Party) (1965-72) – conservado en el Museo Solomon R. Guggenheim.[7]
- Aparcamiento en Garaje (Parking Garage) (1968) - instalado en la Biblioteca Paul Robeson en la Universidad de Rutgers-Camden
- Puesto de perritos calientes (Hot Dog Stand) (1978) - instalado en el Museo de Arte Moderno de San Francisco
- Abraham e Isaac (1978-79) – encargado en recuerdo de la masacre de la Universidad Estatal de Kent, en la década de 1970, y ubicado en el Jardín de Esculturas Modernas de la Universidad de Princeton[8]
- Liberación Gay (Gay Liberation) (1980) – encargado en recuerdo de los disturbios de Stonewall de 1969; se trata del primer ejemplo de arte público dedicado a los derechos de las personas LGBT y estaba compuesto por dos figuras de escayolas, una se encuentra ahora en el Monumento de la Liberación Gay, en Christopher Street Park, en Manhattan, y la otra otro en la Universidad de Stanford.[9]
- Los Viajeros (The Commuters) (1982) – instalado en la Terminal de Autobuses de la Autoridad Portuaria[10] de Nueva York.
- Pareja de japoneses contra una Pared de Ladrillo (Japanese Couple against a Brick Wall) (1982) – Museo de Arte de Honolulu[11]
- Memorial del holocausto en el Palacio de la Legión de Honor de California (Holocaust Memorial at California Palace of the Legion of Honor) (1984) en San Francisco
- Chance Meeting (1991) – instalado en el campus de la Universidad de Hawái en Manoa
- El Cruce (Street Crossing) (1992) – instalado en el paseo College Avenue de la Universidad Estatal de Montclair[12]

## Reconocimientos
- En la primavera de 2006 se abrió la Galería George Segal en la Universidad Estatal de Montclair.
- La recopilación de sus escritos se encuentran en la Biblioteca de la Universidad de Princeton.[13]

### Premios y distinciones
- (1992) Premio a toda su trayectoria en la escultura contemporánea, Centro de Escultura Internacional, Hamilton, Nueva Jersey, Estados Unidos.[14]

### Películas
- George Segal (1979). Dirigida por Michael Blackwood. Documental sobre Segal, quien explica y es mostrado creando su escultura de bronce Abraham e Isaac, pensada originalmente como un memorial para la masacre de la Universidad Estatal de Kent de 1970.
- George Segal: American Still Life (2001). Dirigida por Amber Edwards. Documental de televisión sobre su vida y obra.[15]